# AMC Networks International
AMC Networks International é a divisão da AMC Networks que opera fora dos Estados Unidos. A AMC Networks comissiona e distribui canais de TV e serviços de vídeo. As empresas operacionais e unidades de negócios da divisão atualmente possuem e operam (em joint venture) um total de 68 canais de TV. Essas unidades também administram um conjunto de serviços sob demanda e banda larga.
No total, os canais e feeds operados pela empresa atingem 382 milhões de lares ao redor do mundo. A AMC Networks International também fornece um conjunto de serviços digitais avançados, como vendas de anúncios e soluções de transmissão para operadoras de canais internacionais.
A empresa era originalmente chamada de Chellomedia e fazia parte da Liberty Global. Em 2013, foi vendida para a AMC Networks (uma antiga subsidiária da Cablevision) e foi renomeada para AMC Networks International.

## História
Em 31 de julho de 2012, a Chellomedia comprou a MGM Networks, Inc., enquanto a MGM manteve-se nos Estados Unidos, Canadá, Reino Unido, Alemanha e com joint ventures no Brasil e na Austrália. A Chellomedia licenciou a marca e o conteúdo da MGM para continuar nos canais MGM adquiridos.
Em 21 de maio de 2013, foi anunciado que a Liberty Global havia colocado a Chelomedia à venda. A Liberty concordou em 28 de outubro em vender a Chellomedia para a AMC Networks por US$ 1,035 bilhão, exceto sua unidade na Benelux. A compra foi concluída em 2 de fevereiro de 2014.
Em 8 de julho de 2014, a Chellomedia foi renomeada para AMC Networks International. Em novembro, a AMC Networks renomeou o canal MGM europeu para AMC.

## Unidades
A AMC Networks International administra seus negócios através de quatro unidades ao redor do mundo:
- AMC Networks International UK: Fundada em 1991 com o nome "Zone Vision Network", teve como objetivo distribuir programas de televisão no Leste Europeu. Em 2006, a empresa mudou seu nome de Zone Vision Network para "Zonemedia" e um ano depois passou a se chamar "Chello Zone". Após a aquisição da AMC Network passou a se chamar "AMCNI Zone" e agora se chama "AMCNI UK".[9][10][11] Sua sede fica em Londres, Reino Unido.
- AMC Networks International Central Europe: Chamada anteriormente de  "Chello Central Europe", tem sua sede em Budapeste, Hungria. Ela opera 15 canais na Albânia, Bósnia e Herzegovina, Croácia, República Checa, Hungria, Montenegro, Polônia, Romênia, Sérvia, Turquia, Eslováquia e Eslovênia, e também opera a At Media (da Polónia) e Mojo Productions.
- AMC Networks International Latin America: Fundada em 1993 como Productora América (PRAMER), como uma subsidiária da Liberty Media, tinha sede em Buenos Aires (Argentina) e operava canais em toda a América Latina junto com a Claxson Interactive Group.[12] Em 2013, se fundiu com a Chellomedia para formar a Chello Latin America. Em 2014 mudou seu nome para AMC Networks International Latin America após a venda da Chellomedia para a AMC Networks.[13] Sua sede é em Miami, Estados Unidos.
- AMC Networks International Southern Europe: Com sede em Madrid, Espanha, a unidade transmite canais para Portugal e Espanha. Até 2018, a unidade se chamava AMC Networks International Ibéria e foi renomeada para AMC Networks International Southern Europe com a junção de França e Itália ao grupo.

## Canais operados e distribuídos
- AMC (África e Oriente Médio)
- AMC (Europa)
- AMC (América Latina)
- Biggs (co-operado com NOS)
- Blast
- Blaze (co-operado com A+E Networks UK)
- Canal Cocina
- History (canal europeu) (co-operado com A+E Networks UK)
- Canal Hollywood (co-operado com NOS)
- Canal Panda (co-operado com NOS)
- Canais CBS (co-operado com Paramount International Networks)
  - CBS Action
  - CBS Drama
  - CBS Europa
  - CBS Justice
  - CBS Reality
- Crime & Investigation (co-operado com A+E Networks UK)
- Dark
- Decasa
- Elgourmet
- Extreme Sports Channel
- Film & Arts
- Film Café
- Film Mania
- Horror Channel (co-operado Paramount International Networks)
- JimJam
- Más Chic
- Minimax
- Odisea/Odisseia
- ShortsTV (co-operado com Shorts International)
- Sol Música
- Somos
- Sport 1
- Sport 2
- Sport M
- Spektrum TV
- Spektrum Home
- Canais do Sundance TV
  - SundanceTV France
  - SundanceTV Middle East
  - SundanceTV Spain
- TV Paprika
- XTRM
- Zoomoo Latin America (co-operado com Beach House Kids and NHNZ)

## Canais antigos
- AMC (Ásia)
- C8
- CBS Drama (Polónia)
- Eva
- Eva+
- MOV
- Megamax
- OBN
- Outdoor Channel EMEA (joint venture com Kroenke Sports & Entertainment)
- SundanceTV América Latina
- SundanceTV Africa